# Илия Даскалов
Илия Костадинов Даскалов е български революционер, деец на Вътрешната македоно-одринска революционна организация.

## Биография
Даскалов е роден в 1867 година в Калиманци, Османската империя, днес България. Син е на видния църковен и просветен деец в Мелнишка епархия - Костадин Попстоянов. В 1887 година завършва българската гимназия в Солун. Като ученик се запознава с Гьорче Петров, учител в гимназията, и участва в таен революционен кръжок в нея.
След завършването си работи като учител в Мелник 10 години - от 1888 до 1898 година. В 1897 година е поставен от Гоце Делчев за ръководител на новооснования Мелнишки околийски революционен комитет. Длъжността му главен учител му позволява да обикаля свободно селата и да организира много революционни комитети от по 5 – 8 души в околията и извън нея, като заклева новоприетите. Даскалов превръща седмичния пазар в Мелник в място за нелегални дейци.
В 1903 година Даскалов е арестуван и осъден на 3 години затвор. След това става търговец на вина, а също е и член на Неврокопския съд. Между 1906 и 1907 година е директор на училището в Мелник.
Умира на 10 април 1922 година в Калиманци.